# 디저리두

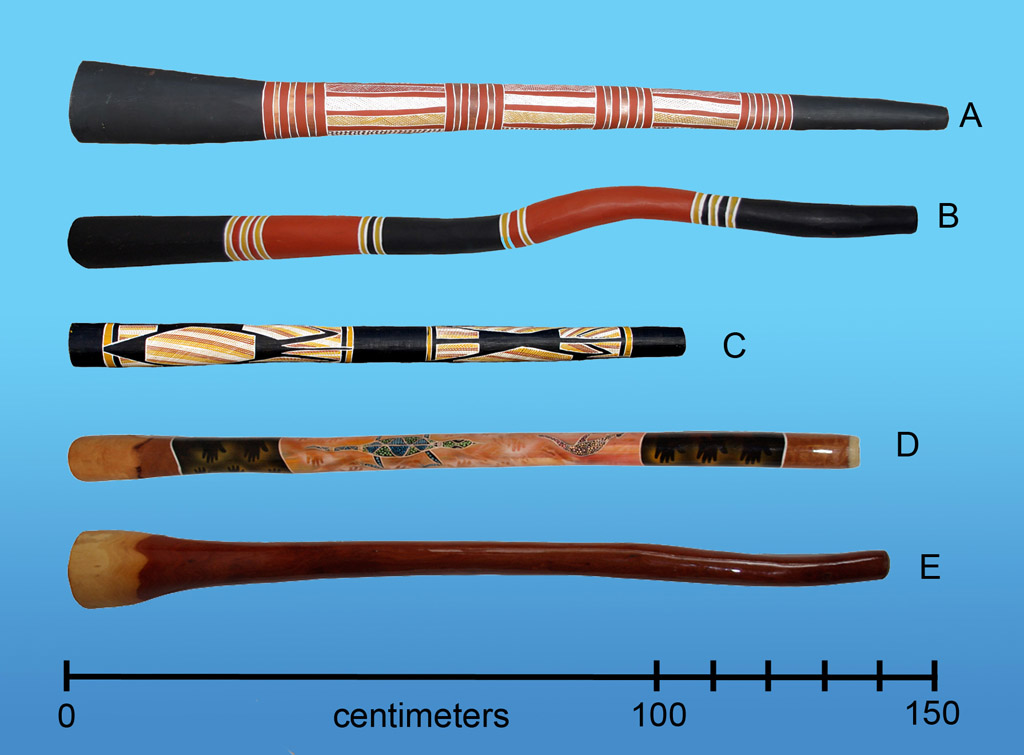

디저리두(Didgeridoo)는 적어도 1,500년 전 오스트레일리아 북부 토속민들에 의해 개발된 관악기이며, 현재는 전 세계적으로 사용되고 있으나 여전히 오스트레일리아 민속 음악과 크게 연결되어 있다. Bininj Gun-Wok어로는 마코(mako)라고 부른다.
디저리두는 보통 원기둥이나 원뿔 모양이며 1~3미터 길이로 다양하게 측정된다. 대부분은 약 1.2미터 길이이다. 일반적으로 악기가 길수록 음높이가 더 낮아지는 편이다.

## 같이 보기
- 알파인 호른